# اوپارانی
اوپارانی (به چکی: Opařany) یک منطقهٔ مسکونی در جمهوری چک است که در منطقه تابور واقع شده‌است.
 اوپارانی ۳۱٫۴۳ کیلومتر مربع مساحت و ۱٬۳۷۶ نفر جمعیت دارد و ۴۶۴ متر بالاتر از سطح دریا واقع شده‌است.